# Technopark (Moskvas tunnelbana)
Technopark (ryska: Технопарк) är en tunnelbanestation på Zamoskvoretskajalinjen i Moskvas tunnelbana. 
Technopark ligger ovan jord. Stationen öppnades den 28 december 2015 och är främst tänkt att betjäna företagsparken Nagatino i-Land technopark, som innehåller kontorslokaler, mäss- och konferenscenter, hotell och köpcenter.

## Galleri
- Wikimedia Commons har media som rör Technopark (Moskvas tunnelbana).

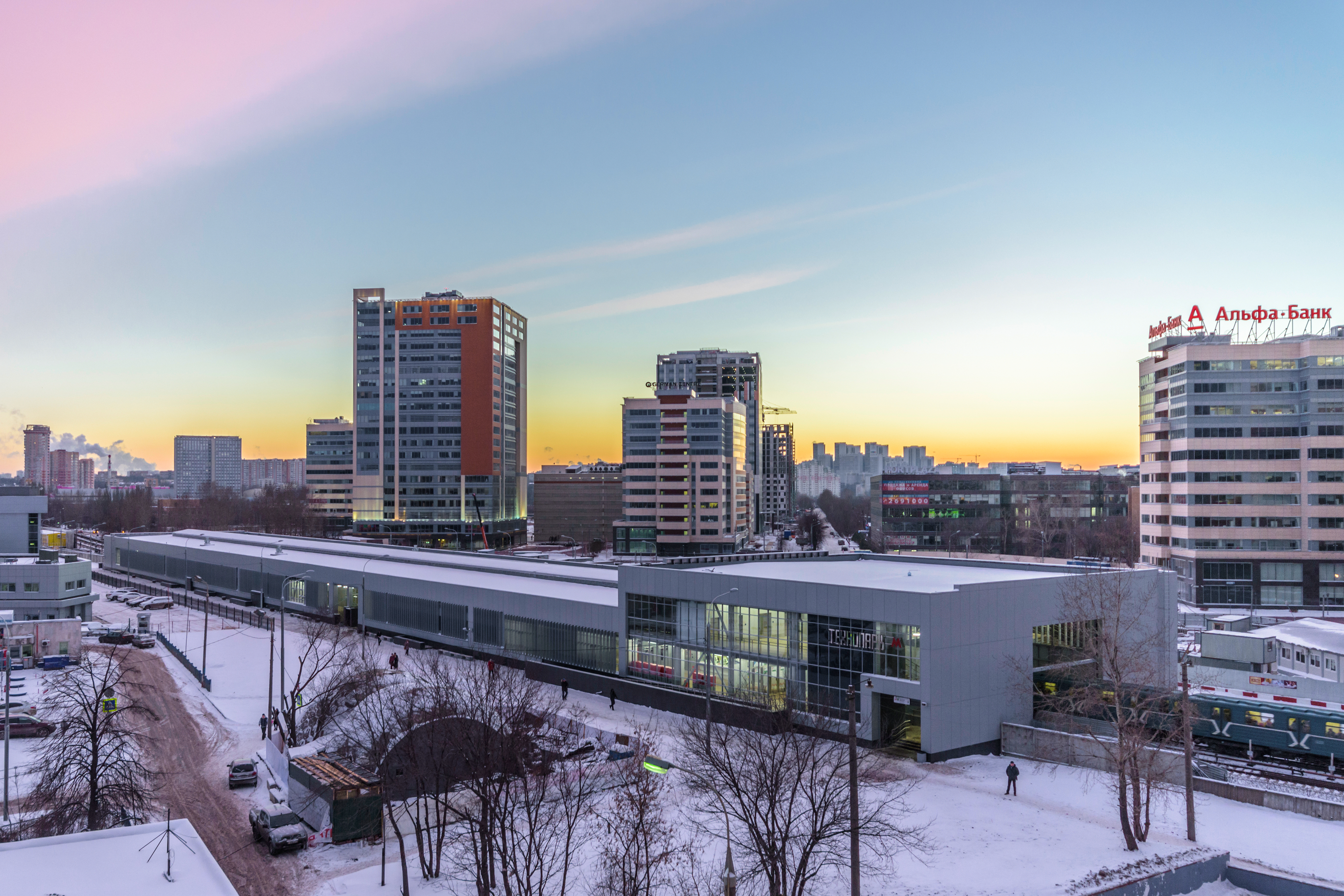
Stationsbyggnaden
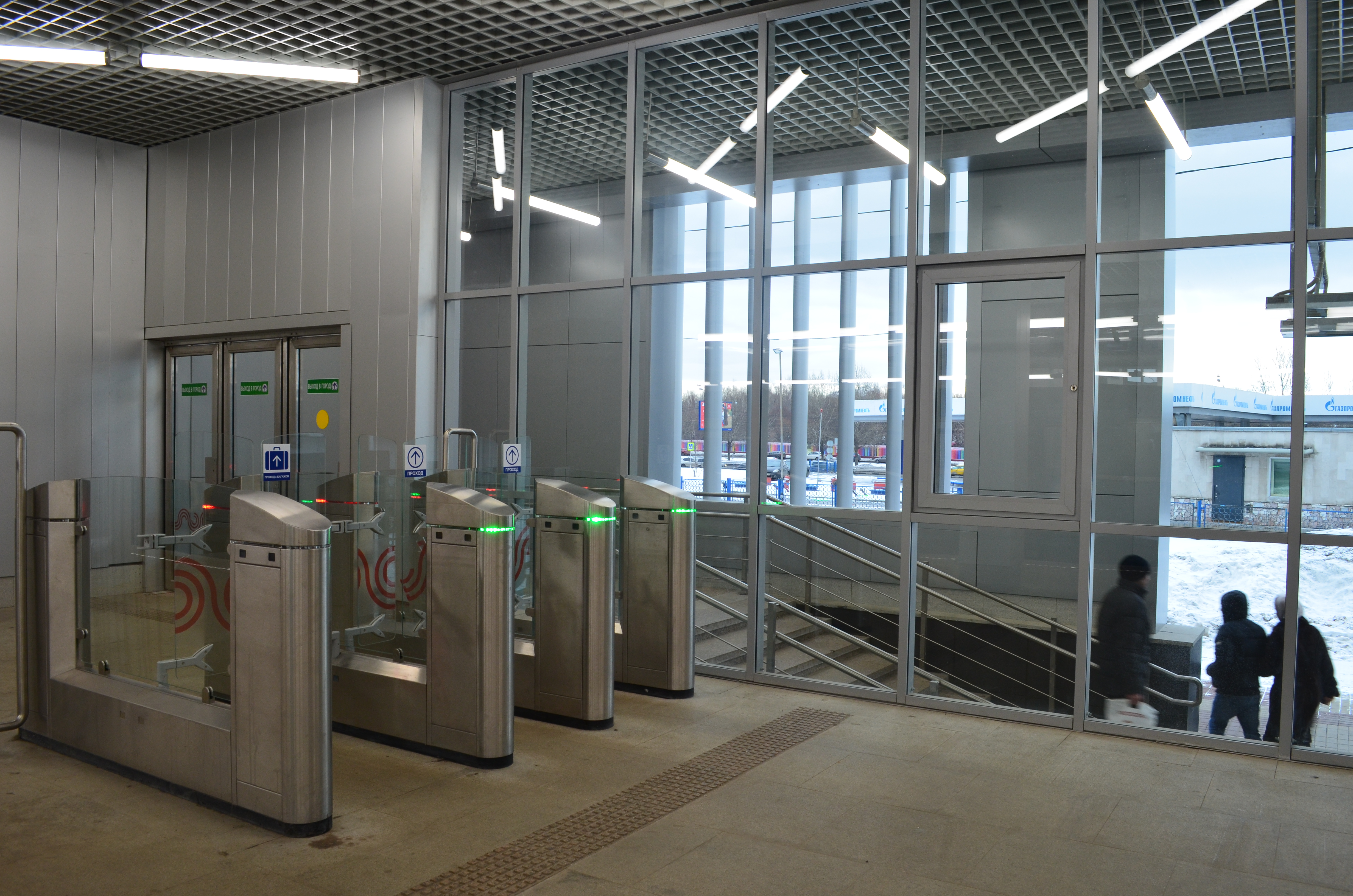
Ingång